# Campagne pour la Constitution du Reich

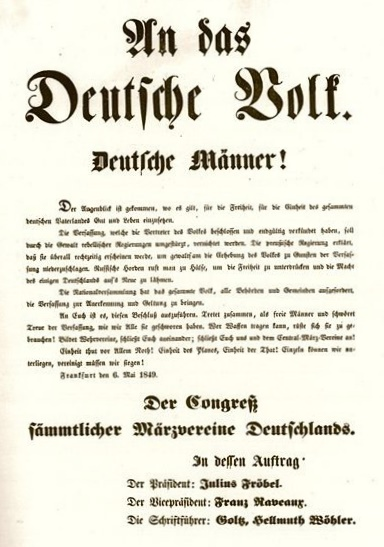
Appel de l'Association centrale de Mars du 6 mai 1849.

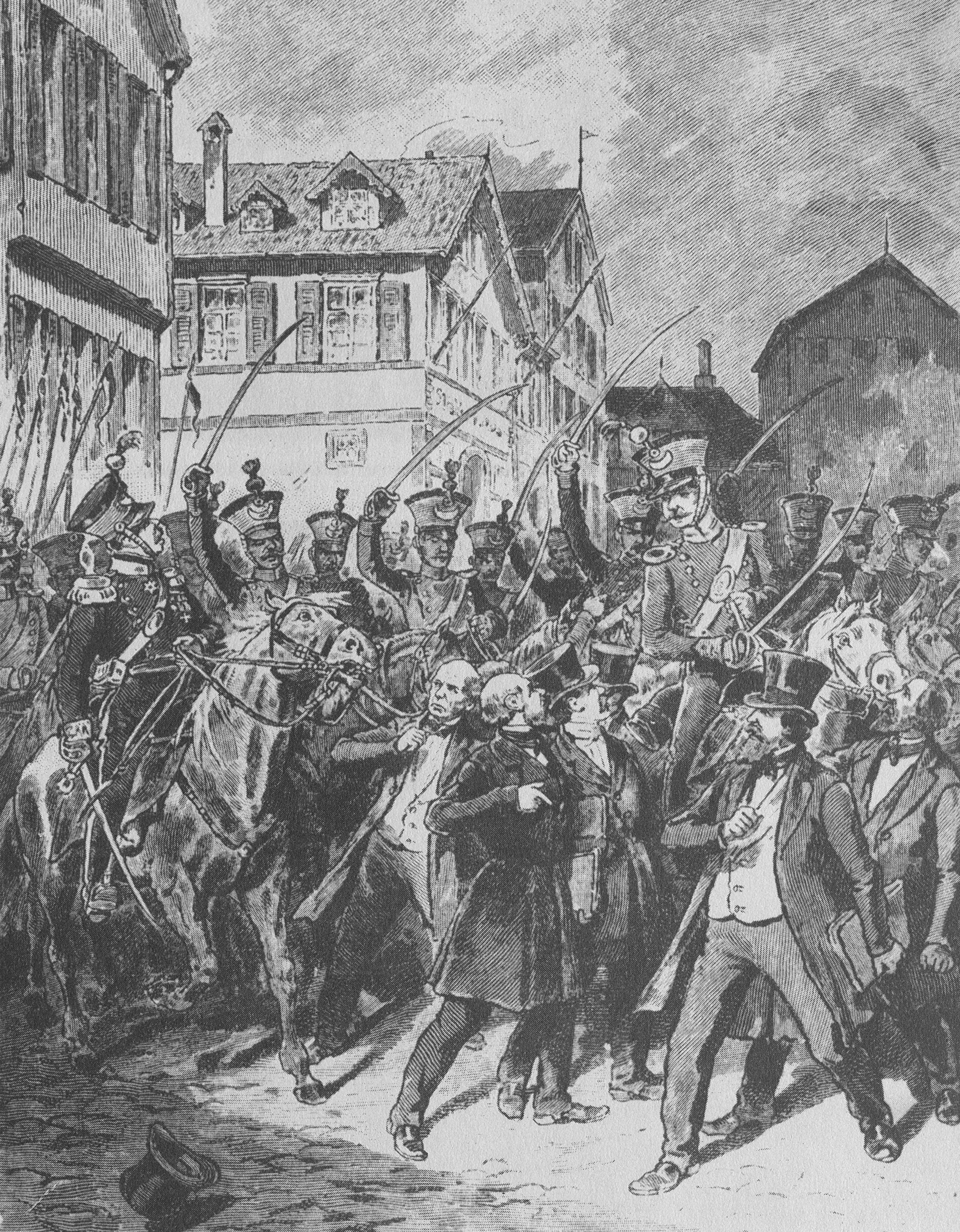
Dessin représentant la dissolution du parlement croupion le 18 juin 1849 à Stuttgart.

La campagne pour la Constitution du Reich (en allemand : Reichsverfassungskampagne) est une tentative de Révolution allemande lancée afin d'imposer la ratification de la Constitution de Francfort aux États de la confédération germanique ne l'ayant pas encore signée.
Cet événement est initié par des hommes politiques radicaux-démocrates allemands à la fin de la révolution de Mars (1848-1849) et aboutit au déclenchement d'une guerre civile dans le pays. 
Ces soulèvements commencent en mai 1849 et durent plus ou moins longtemps selon les régions, les derniers combats ayant lieu à Rastatt fin juillet. Les forces de la contre-révolution menées par les armées prussiennes sous le commandement du Kronprinz Guillaume vainquent cette rébellion avec une relative facilité et mettent ainsi fin à la révolution de Mars.

## Contexte politique

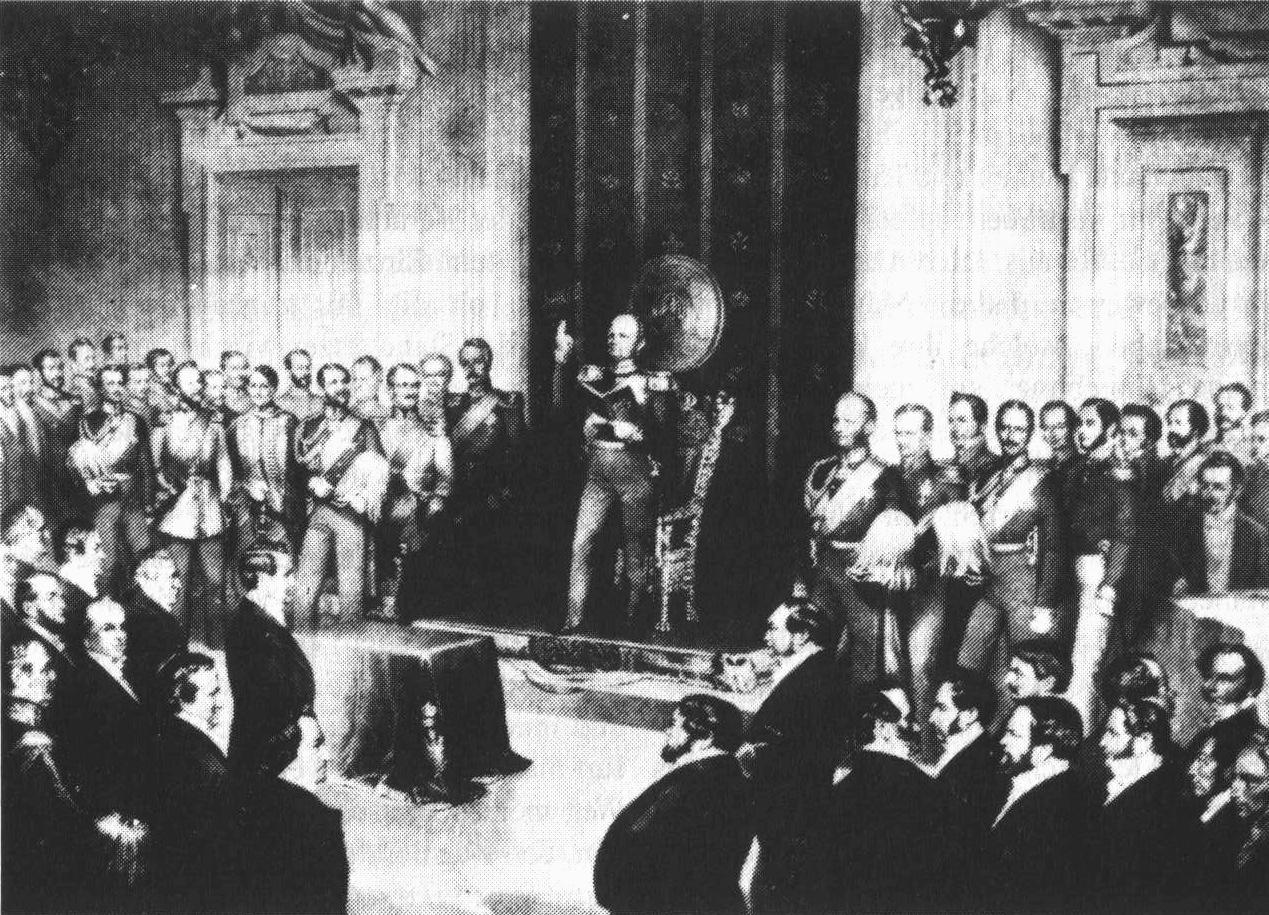
Gravure sur bois de l'époque représentant la délégation de députés venus proposer la couronne impériale à Frédéric-Guillaume IV.

La Constitution de Francfort est votée le 28 mars 1849 par le parlement de Francfort, première assemblée élue au niveau national allemand. 29 des États de moyenne puissance la ratifient. L'Autriche, la Bavière, la Prusse, la Saxe et Hanovre la refusent. 
Pour ajouter aux difficultés, le roi Frédéric-Guillaume IV de Prusse refuse la couronne impériale qui lui est proposée le 3 avril 1849 par la Kaiserdeputation. Les espoirs des libéraux modérés de réaliser l'unité allemande par le consensus disparaissent. Les démocrates, favorables aux méthodes fortes et révolutionnaires, ont alors la voie libre pour tenter de provoquer la décision par la force et faire ratifier les États s'y refusant jusque-là.
Depuis le 21 novembre 1848, les députés de la fraction Donnersberg, du Deutscher Hof, d'une partie la fraction Westendhall ont rassemblé leurs forces et forment ensemble l'Association centrale de Mars. En mars 1849, cette grande association rassemble environ 950 associations filiales avec un total de 500 000 membres.

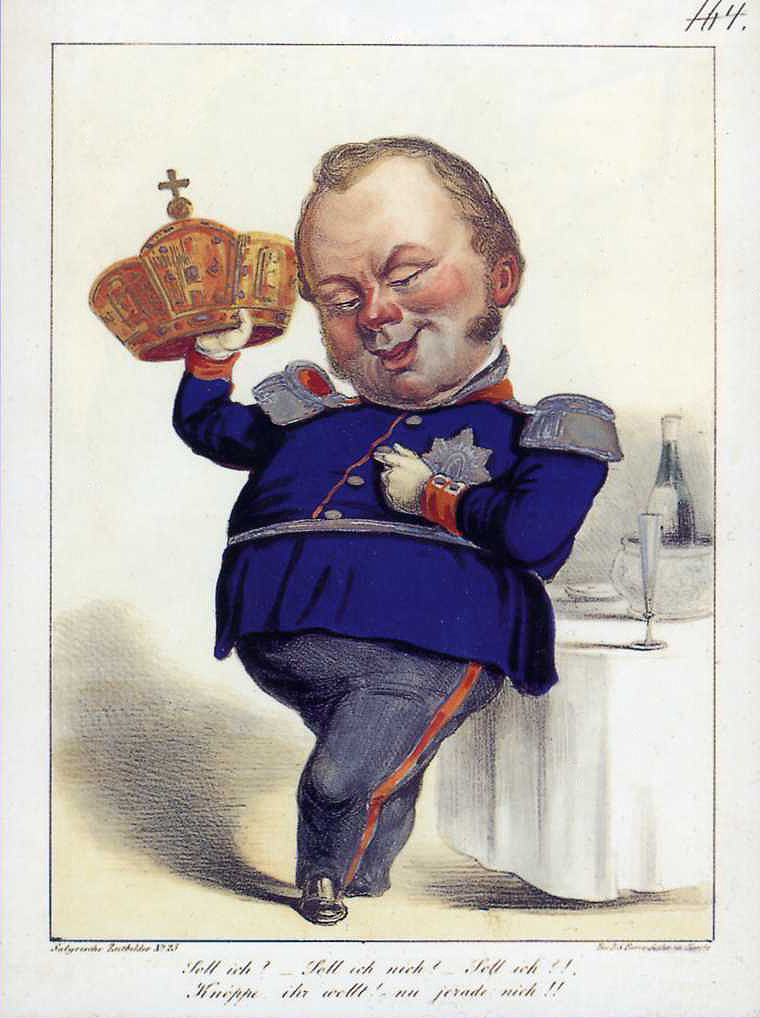
Caricature du refus de Frédéric-Guillaume IV de la couronne impériale.

Le 5 avril, une réunion de démocrates a lieu à Heidelberg et réclame la reconnaissance de la Constitution. L'Association centrale de Mars en fait de même le 11.

## Déclenchement
Le parlement de Francfort vote en faveur du soulèvement à une courte majorité de 190 contre 188 voix le 4 mai 1849. Le 8, Heinrich von Gagern se tourne explicitement contre la Prusse. L'archiduc Jean-batipste déclare toutefois cette action comme illégale car elle conduit à la guerre civile. Cela provoque la chute de Gagern,.
D'autres décrets, respectivement du 10 et 15 mai, montrent l'opposition du parlement à l'intervention prussienne en Saxe (188 voix à 147) et dans le Palatinat. Le 26, Uhland appelle à la mobilisation de tout le peuple afin de défendre la Constitution. Ces protestations mènent au retrait des députés de la plupart des grands États allemands. Les députés libéraux modérés de la fraction Casino quittent également l'hémicycle. Le 30 mai, le reste du parlement, dit parlement croupion (Rumpfparlament), déménage à Stuttgart marquant la fin du parlement de Francfort. Seuls les partisans de la mise en place de la Constitution par la force restent,.
Les émeutes se déclenchent dans les États n'ayant pas ratifié la Constitution : en Prusse principalement en Silésie et dans la province de Rhénanie ; au Wurtemberg ; en Bavière notamment dans le centre de Munich, en Franconie, dans la Bavière souabe et dans le palatinat rhénan ; dans le royaume de Hanovre, mais aussi dans d'autres États dans lesquels les monarques ont gardé beaucoup de pouvoir. Le pays de Bade est un cas à part car il est un grand centre du libéralisme et de  la campagne, quand bien même l'État a ratifié la Constitution.
L'Association centrale de Mars organise l'ensemble de la campagne. Elle espère que la révolution de mars 1848 est reproductible. Par rapport à la révolution de mars 1848, il faut noter quelques différences : l'attitude des militaires vis-à-vis des révolutionnaire a une grande importance. Ceux-ci ont vécu un an de révolution de mars et ne sont pas insensible aux idéaux défendus par le parlement de Francfort. Par ailleurs les révolutionnaires sont beaucoup plus républicains, moins prêt aux concessions, les monarques doivent fuir devant les émeutes. Enfin les bourgeois ne soutiennent pas ce soulèvement,.

## Déroulement

### Dans le royaume de Hanovre
Dans le Hanovre les émeutes se dirigent contre le ministre Johann Carl Bertram Stüve (de). Soixante-quinze associations de Celle délibèrent sur les décisions à prendre. Le roi cède et dissout les deux chambres du parlement le 25 avril. L'Association centrale de Mars mobilise à Hanovre et Eystrup. Une délégation des associations demande au roi de démettre le gouvernement. Le journal Zeitung für Norddeutschland (de) propose de créer un comité révolutionnaire, mais cela n'est pas suivi d'effet. La situation ne s'embrase cependant pas, du 6 au 8 mai les gares sont occupées par l'armée qui reste prête à intervenir.

### Dans le royaume de Wurtemberg
La révolte dans le Wurtemberg se fait également sans effusion de sang. Le roi affirme qu'une promesse acquise sous la torture n'a pas de valeur. Des milices se forment, l'Association centrale de Mars organise l'armement, elle demande également aux soldats d'être fidèles à la Constitution. Les officiers annoncent au roi vouloir le défendre, mais ne rien faire contre la Constitution. Les forces armées les plus fidèles au roi, dirigées par le général Moritz von Miller, se trouvant à la frontière avec le Bade, le roi se voit contraint de ratifier la Constitution le 25 avril de peur de se faire renverser par les républicains.

### Dans le royaume de Saxe

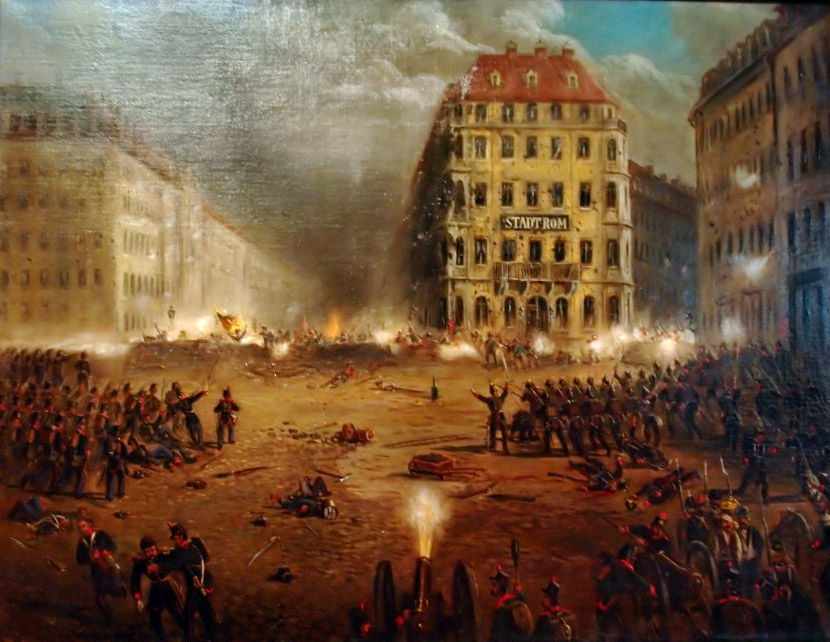
Insurrection de 1849 à Dresde.

En Saxe Frédéric-Auguste II et son gouvernement veulent éviter le même sort et sont prêts à employer la force. Ils ont l'avantage que les citoyens sont divisés : d'un côté les démocrates et républicains, composés d'artisans, d'ouvriers, de mineurs et de membres des Turnvereine, sont rassemblés dans l'« association patriotique ». Les modérés sont quant à eux unis dans l'« association allemande ». Ils ont leurs bases à l'université de Leipzig, dans les conseils municipaux et dans la garde de la ville.
Le gouvernement est affaibli par le fait que les troupes saxonnes combattent alors au Schleswig-Holstein. Seuls 2 000 soldats protègent Dresde et leur loyauté n'est pas certaine. Ainsi, le 22 avril, 200 ont pactisé avec les révolutionnaires. Le parlement étant fidèle à la Constitution, le roi dissout les deux chambres, ce qui agite la population. La nouvelle que des troupes prussiennes ont été appelées en renfort met le feu aux poudres. L'architecte Gottfried Semper, le compositeur Richard Wagner et l'anarchiste russe Mikhaïl Bakounine mènent les ouvriers. Le syndicaliste Stephan Born est également parmi eux.
Après la fuite du roi à la forteresse de Königstein, les avocats Samuel Erdmann Tzschirner (de) et Otto Heubner (de), ainsi que le maire Carl Gotthelf Todt (de) forment un gouvernement provisoire reconnu par 24 villes. Son pouvoir est de facto limité à la ville de Dresde. La propagation de la révolution dans le royaume n'a pas lieu. On compte environ 3 000 révolutionnaires armés auxquels s'ajoutent 6 000 sans arme. La Saxe a officiellement ratifié la Constitution.
La réaction est cependant rapide, le 5 mai, les troupes prussiennes arrivent par la voie de chemin de fer. Le 9 les combats sont terminés. Les Prussiens ont perdu 31 soldats, les révolutionnaires 250. Cette victoire écrasante a un grand écho dans toute l'Allemagne.

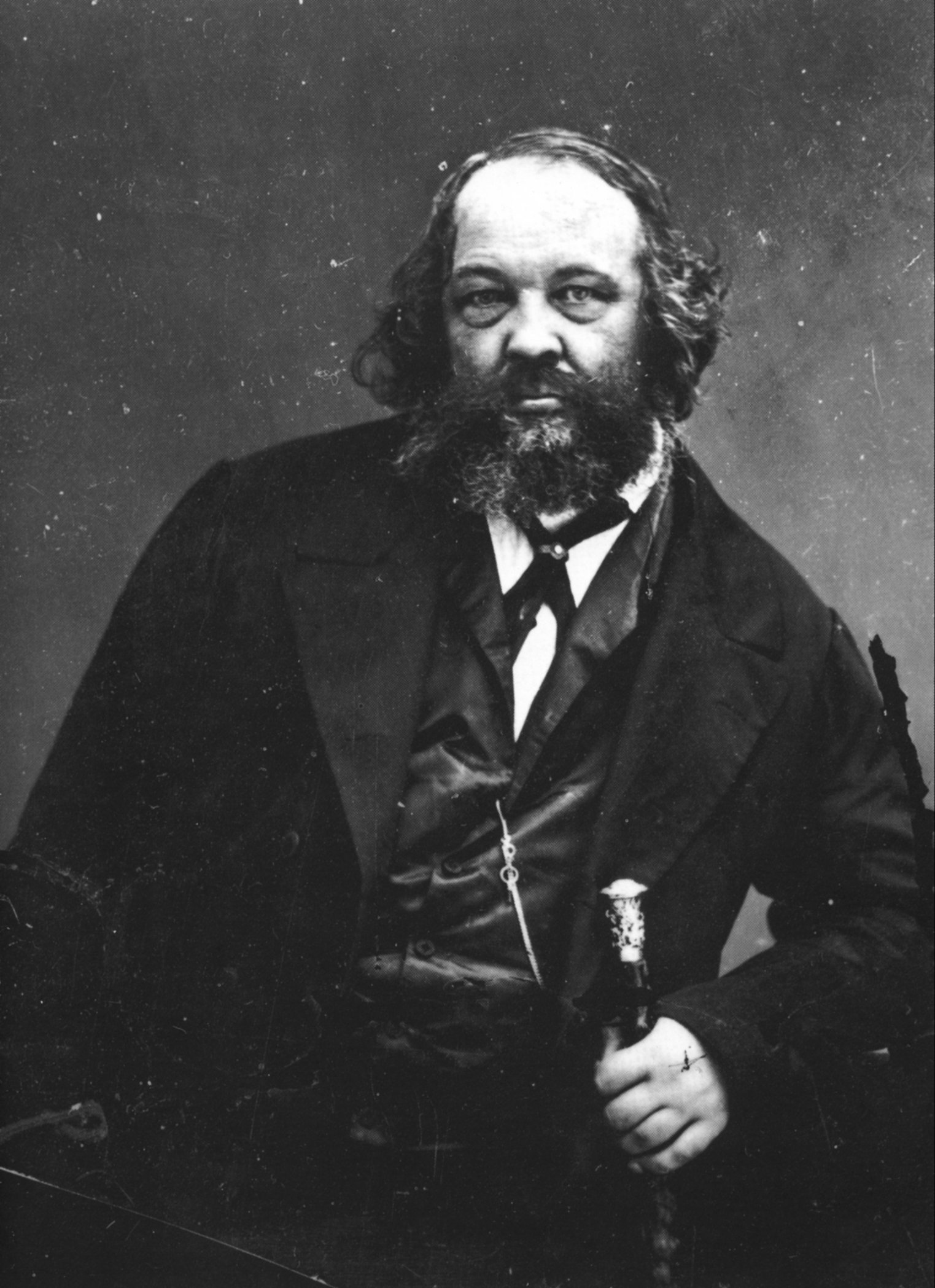
Bakounine mène la révolte à Dresde au côté de Richard Wagner et de Gottfried Semper.

Par la suite 6 000 révolutionnaires sont jugés, 727 envoyés en prison. 58 % d'entre eux sont artisans ou ouvriers, 97 % saxons.

### Dans le royaume de Prusse
La Prusse est à la tête de la contre-révolution, son ministre-président le comte de Brandebourg le déclare ouvertement le 28 avril. À la différence de l'Autriche, la Prusse est pour une répression musclée. Les deux chambres du parlement prussien se sont rassemblées le 26 février et le 21 avril la seconde décide de déclarer valable la Constitution de Francfort. Le roi Frédéric-Guillaume IV la dissout une semaine plus tard en conséquence,.
Les militaires contrôlent la situation : Berlin est en état de siège, les barricades de Breslau sont rangées le 6 et 7 mai. Les Landwehr, armée du peuple, sont mobilisées en renfort, mais leur attitude n'est pas loyale. À Prüm et Gräfrath ses arsenaux sont pillés.

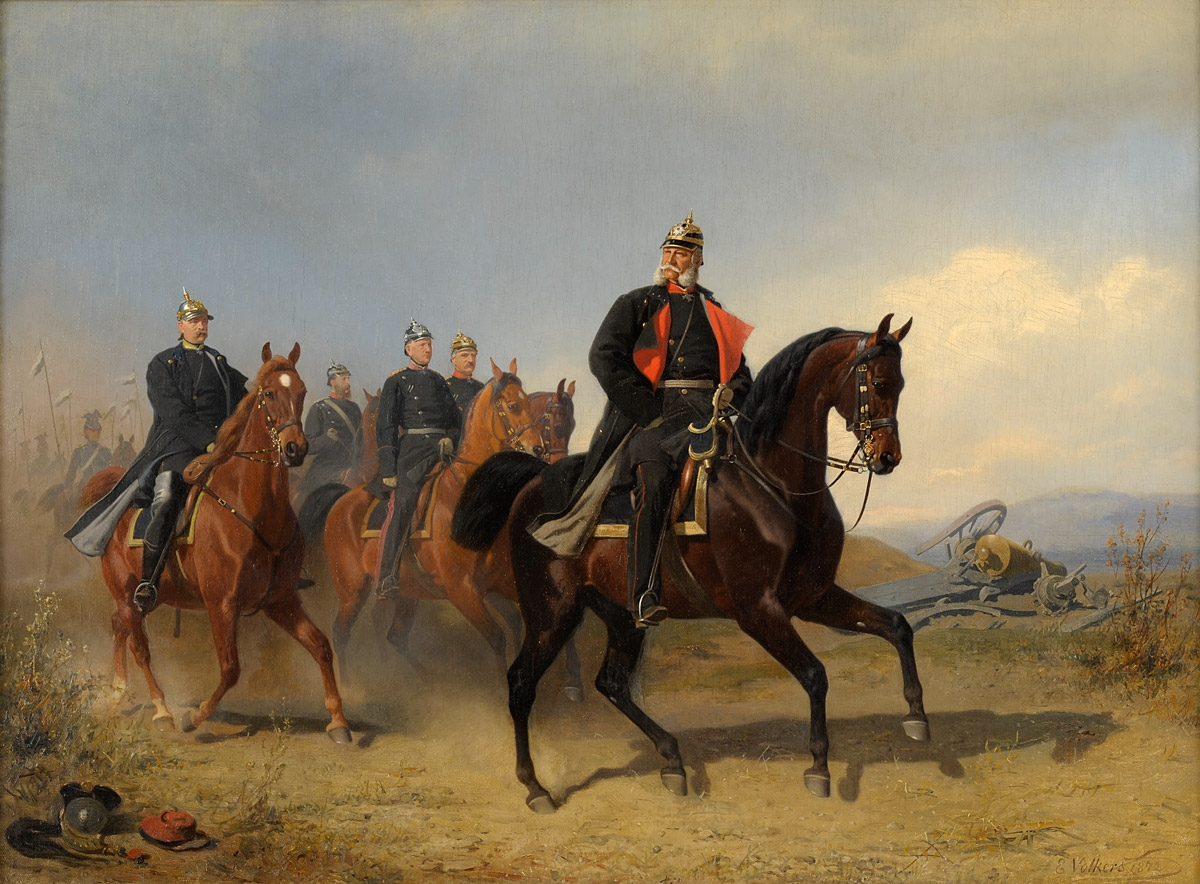
En 1849, le Kronprinz Guillaume mène les troupes sur le front (ici la peinture représente 1871).

Dans la région rhénane par contre l'Association centrale de Mars mobilise les clubs politiques de Düsseldorf, Iserlohn, Solingen et Hagen. Le 8 mai, 303 communes demandent devant le conseil municipal de Cologne la reconnaissance de la Constitution et protestent contre la mobilisation des Landwehr. Ces dernières se mutinent par endroits, comme à Elberfeld. Ces derniers soldats se déclare libérés de leur obligation envers la couronne le 3 mai. Tout rentre néanmoins rapidement dans l'ordre dans le sang, on dénombre ainsi 100 morts à Iserlohn. Les intellectuels communistes que sont Gottfried Kinkel, Fritz Anneke (en) ou Friedrich Engels jouent avec les ouvriers un rôle important dans ces émeutes.

### Dans le royaume de Bavière
L'Association centrale de Mars porte beaucoup d'effort sur la Bavière, qui est un État moyen allemand. Le roi Maximilien II a déclaré ne pas ratifier la Constitution pour empêcher le parachèvement de la solution petite-allemande. Le 27 avril, une pétition récolte 12 000 signatures à Munich pour la reconnaissance de la Constitution. De grandes manifestations sont organisées à Erlangen, Nuremberg, Wurtzbourg, Füssen et à Lindau. La chambre vote pour la reconnaissance, mais le roi la dissout. Cela déclenche des émeutes dans le Palatinat rhénan. Les révolutionnaires déclarent le 1er mai : « Quand le gouvernement devient rebelle, ce sont les citoyens libres du Palatinat qui doivent mettre en force la loi ». Le 2, un rassemblement de 12 000 hommes à Kaiserslautern élit un comité de 10 membres pour organiser l'armement et imposer la Constitution. C'est une émeute constituée d'artisans, de saisonniers, d'ouvriers et d'opprimés menés par la bourgeoisie « éduquée ». Les bourgeois « possesseurs » s'en tiennent éloignés. Toutes les garnisons refusent d'intervenir, à l'exception de Landau et Germersheim. Le gouvernement prend la fuite,.

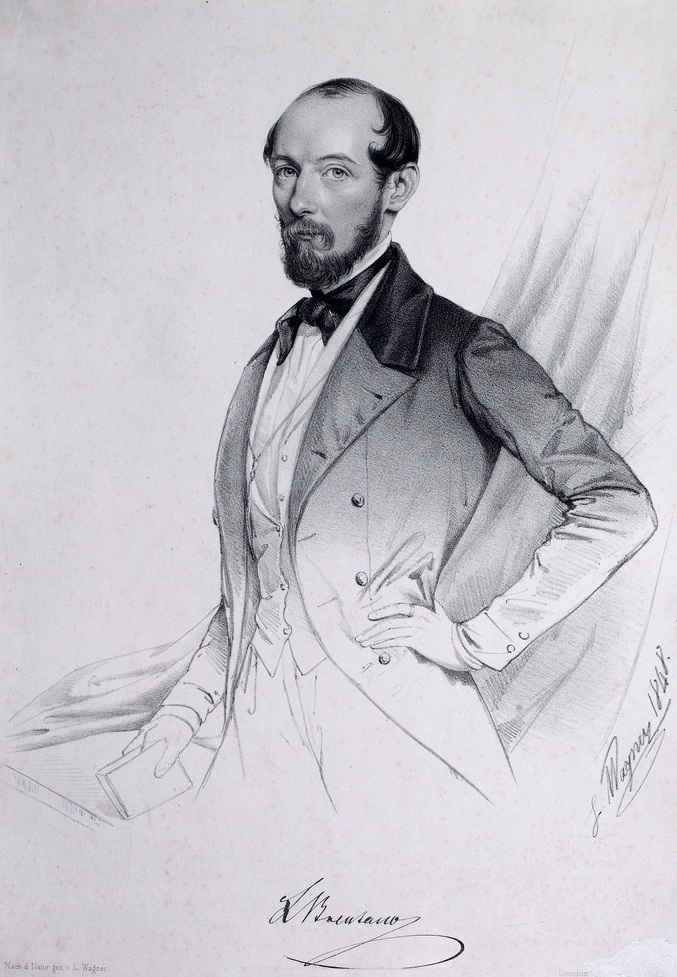
Lorenz Brentano mène la révolution dans le grand-duché de Bade.

Heinrich von Gagern envoie Bernhard Eisenstuck pour représenter le pouvoir central provisoire dans le Palatinat et apporter la discipline. Celui ne suit pas ses instructions et empêche notamment que la forteresse de Landau n'héberge des troupes prussiennes. Le 17 mai un gouvernement provisoire à 5 têtes est formé, constitué de 4 membres de la fraction Deutscher Hof et Donnersberg : Georg Friedrich Kolb, Ferdinand Culmann (de), Friedrich Schüler et Joseph Martin Reichard (de). Il est bien accepté, la justice se montrant neutre, les fonctionnaires soutenant la Constitution. Il ne trouve cependant pas le soutien espéré auprès de la France. Les troupes prussiennes dirigées par le prince Guillaume, écrasent la révolte sans même que le gouvernement bavarois ne les ait appelées à l'aide. Ce dernier était prêt à mobiliser son armée, mais la Prusse a été trop rapide. Le 14 juin le gouvernement révolutionnaire prend la fuite. Les troupes du Palatinat sont dirigées par le général polonais Franz Snayde, le colonel hongrois István Türr fait aussi partie du commandement,.

### Dans le grand-duché de Bade
Le pays de Bade est depuis le début de la Révolution le bastion des républicains, avec notamment l'insurrection badoise menée par Friedrich Hecker en avril 1848, puis en septembre par Gustav Struve. Ces soulèvements ont été suivis par une forte répression. Toutefois dès la fin décembre les associations démocratiques et républicaines renaissent de leurs cendres en toute illégalité.
Le grand-duché a beau avoir ratifié la Constitution, des révoltes similaires à celles du Palatinat voisin éclatent. Elles sont menées par les notables locaux et par le comité régional des associations populaires, qui est lié à l'Association centrale de Mars. Le meneur des insurrections est le député au sein de l'assemblée nationale Lorenz Brentano qui est originaire de Mannheim.

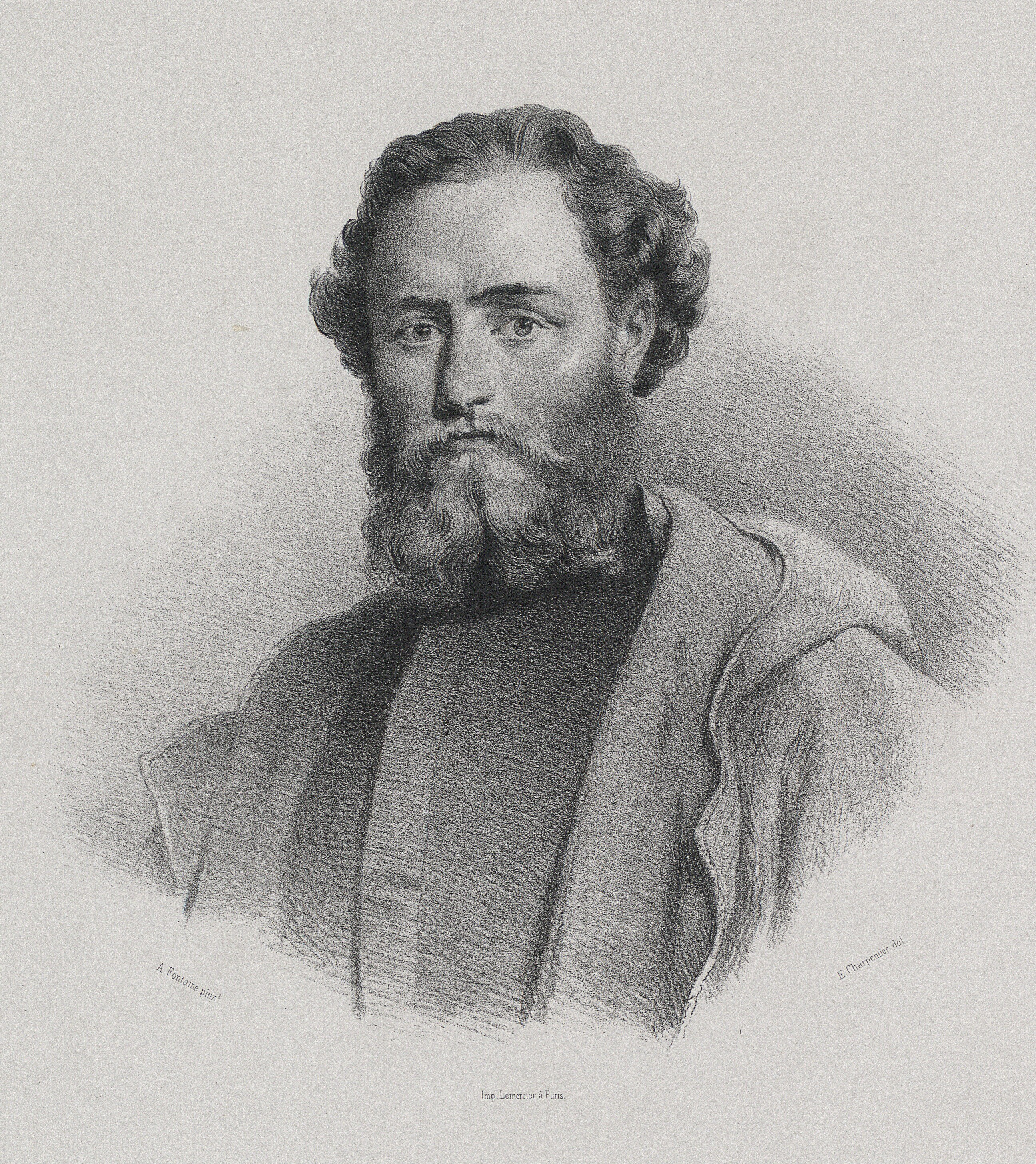
Ludwik Mierosławski mène les troupes badoises.

Le tournant de ces émeutes est la mutinerie de la forteresse fédérale de Rastatt (de) le 12 mai. Les soldats réclament de plus la libération des prisonniers politiques enfermés en 1848. Le 13, les démocrates tiennent une assemblée à Offenbourg qui rassemble environ 40 000 participants pour réaffirmer les revendications républicaine déjà affirmées en 1848 (de). Elle est relativement modérée, elle ne réclame que la démission du gouvernement, la libération des prisonniers politiques et la formation d'une assemblée constituante. Toutefois devant le refus du gouvernement elle se radicalise et réclame l'armement du peuple. Le 14, le grand-duc prend la fuite en Alsace avant de revenir à Mayence sous escorte prussienne. Une commission exécutive, c'est-à-dire un gouvernement est nommé avec Brentano à sa tête. Parmi les décisions prises : une hausse des salaires, les officiers doivent désormais être élus, les fonctionnaires prêter serment. Un parlement est élu le 3 juin au suffrage universel. Il ouvre le 10 juin et est surtout formé de membres du comité régional des associations populaires. Le nouveau pouvoir dispose de l'appui des militaires, de l'administration et de la justice,.
La contre-révolution est conduite par des forces extérieures. Le grand-duc a demandé de l'aide aux troupes impériales et prussiennes stationnées à Mayence. L'ancien ministre de la guerre du pouvoir central provisoire accède à sa requête et les troupes sont menées comme dans le Palatinat par le Kronprinz prussien. Il est à la tête de 90 000 hommes dont 50 000 Prussiens. Les troupes badoises, seulement 20 000 véritables militaires, de leur côté sont commandées par le Polonais Ludwik Mierosławski. Malgré une résistance héroïque, la bataille de Mannheim le 15 juin, puis la bataille de Waghäusel le 21 mettent un terme aux espoirs badois. Le 23 juillet la forteresse de Rastatt tombe aux mains prussiennes, marquant la fin de la révolution de Mars,.

### Citations
1. ↑  « Vaterlandsverein »
2. ↑  « Deutscher Verein »
3. ↑  « Wenn die Regierung zur Rebellin geworden, werden die freien Bürger der Pfalz zu Vollstrecken der Gesetze werden »
4. ↑  « demokratisch republikanischen Vereine »
5. ↑  « Landessauschuß der Volksvereine »
6. ↑  « Exekutivkommission »

### Ouvrages utilisés pour la rédaction de l'article
- (de) Thomas Nipperdey, Deutsche Geschichte, 1800-1866, Bürgerwelt und starker Staat, Munich, C.H. Beck, 1994, 838 p. (ISBN 3-406-09354-X, lire en ligne).
- (de) Manfred Botzenhart, 1848/1849 Europa im Umbruch, Paderborn, Schöningh, 1998, 285 p. (ISBN 3-506-97003-8).
- (de) Wolfram Siemann, Die deutsche Revolution von 1848/49, Francfort, Suhrkamp, 1985, 255 p. (ISBN 3-518-11266-X).

### Autres ouvrages sur le sujet
- (de) Friedrich Engels, « Die deutsche Reichsverfassungskampagne : Geschrieben Ende August 1849 bis Februar 1850 », Neue Rheinische Zeitung. Politisch-ökonomische Revue, Hambourg,‎ 1849 (lire en ligne, consulté le 23 août 2012).